# Ким Хонъиль
Ким Хонъиль (кор. 김홍일, ханча — 金弘壹; другие имена: Ким Хон Иль (ханча — 金弘一, хангыль — 김홍한), Чхве Се Пхён (ханча — 崔世平, хангыль — 최세평), имена в Китае: Ван Сюн (王雄), Ван Ишу (王逸曙) и Ван Фугао (王復高):p487; 23 сентября 1898, Йончхон, Корейская империя — 8 августа 1980, Сеул, Корея) — деятель движения за независимость Кореи, военачальник, генерал Китайской Народно-революционной армии и Вооружённых сил Республики Корея, дипломат и политик, министр иностранных дел, военный педагог. Герой войны за независимость Кореи и Корейской войны, кавалер ордена «За заслуги в создании государства», военных орденов «Тхэгык» и «Ыльчи». Принадлежал к роду Кимов из г. Кимхэ (金海), молочное имя — Хон Иль (ханча — 弘日, хангыль — 홍일), прозвище — Иль Со (ханча — 逸曙, хангыль — (кор. 일서).
Генерал Ким Хонъиль родился 23 сентября 1898 года в Йончхоне провинции Пхёнан-Пукто, Корейская империя, в семье учителя математики. После оккупации Кореи Японией в 1910 году семья бежала в Китайскую республику. В 1920 году окончил военное училище сухопутных войск в Гуйчжоу, после поступил на службу в Национально-революционную армию. В 1923 году возглавил отдельное подразделение, состоявшее из корейских эмигрантов, в 1926 году участвовал в Северной экспедиции. С 1939 года командовал дивизией, в 1943 году окончил военный университет. В Корею возвратился в ноябре 1945 года, в 1948 году получил генеральское звание. С 1949 года преподавал в военной академии Южной Кореи. В начале Корейской войны был одним из командующих во время отражения наступления северокорейских войск у реки Нактонган, но в том же 1951 году вышел в отставку. Затем в течение 10 лет — до 1961 года — был послом в Китае, позже министром иностранных дел, депутатом парламента, лидером Новой демократической партии. Возглавлял несколько общественных организаций, в том числе ветеранов борьбы за независимость. В 1962 году генерал Ким Хонъиль был награждён Орденом «За заслуги в создании государства» Республики Корея.

## Биография

### Ранние годы
Ким Хонъиль родился 23 сентября 1898 в местности Ян Ха Мён, в деревне У Сон Тон, расположенном в провинции Пхёнан-Пукто в уезде Рёнчхон, в семье учителя математики; его отца звали Ким Чингон; был третьим сыном в семье. После оккупации Кореи Японией в 1910 году семья бежала в Китай; в 1913 году Ким Хонъиль отправился учиться в маньчжурский город Мукдэн, в китайскую начально-образовательную школу, но, проучившись всего один семестр, возвратился в Пхёнан-Пукто, где примкнул к движению за независимость; его приметил Чо Мансик, работавший директором школы «Осан», расположенной в городе Чонджу:p486-487; там Ким Хонъиль продолжил и впоследствии с отличием завершил обучение. Затем получил рекомендацию от влиятельного в школе человека по имени Ли Сынхун по направлению в качестве преподавателя в школу Кён Син в провинции Хванхедо. В июле 1918 года после участия в так называемом «инциденте выпускников Осан» был арестован, но затем выпущен на свободу в том же году, после чего вынужден был бежать в Китай, поселившись в Шанхае:p487.

### Китайский период
После прибытия в Китай Ким Хонъилю удалось попасть в Шанхай благодаря помощи редактора газеты «Цзюго Жибао» (救國日報, дословно — «Патриотическая газета») китайского патриота Хуан Цземиня:p487; взяв себе имя Ван Сюн, он поступил учиться военному делу в училище сухопутных войск в провинции Гуйчжоу, где ректором был Хэ Инцинь. В июне 1920 года, после окончания обучения, Ким Хонъиль был назначен командиром особого разведывательного взвода при главнокомандующем армии Гуйчжоу. Затем вошёл в состав Временного правительства Республики Корея в Шанхае. В марте 1921 года, согласно директиве Но Пэк Лина — министра обороны Временного правительства Республики Корея, был направлен в Маньчжурию, где вступил в районе Гандо в боевую группу, состоявшую из корейских эмигрантов, планируя отправиться вместе с ними в советский город Иман (ныне Дальнереченск). Но в июне того же года русский корпус Корейской освободительной армии был полностью разбит советской Красной Армией, что заставило Ким Хонъиля отказаться от своих замыслов. В конце 1921 года была создана Корейская добровольческая армия, в штабе которой Ким Хонъиль был назначен командовать 2-м батальоном:p487. В 1923 году получил назначение командиром сибирского корпуса Корейской добровольческой армии.

### В Национально-революционной армии
В 1925 году Ким Хон Иль вступил в Национально-революционную армию:p225, отправившись затем в расположенную в Гуанчжоу Академию сухопутных войск Вампу, где был назначен преподавателем третьей ступени по специальностям, связанным с вооружением. В июле 1926 года отправился в Северный поход, поступив в распоряжение командующего фронтом в составе Национально-революционной армии в районе города Сватоу, где служил офицером: в чине сначала майора, затем подполковника, позже получил назначение командовать батальоном, в итоге став командиром полка:p488; также был заместителем командира гарнизона крепости Усун; в 1928 году был наделён полномочиями начальника по вооружениям на арсенале Шанхая и был также начальником батальона охраны на этом же объекте. Затем совмещал должность начальника информационного отдела 19-й армии, отвечая за сбор информации в тылу противника; намечал в качестве целей для диверсионной деятельности прежде всего японские корабли, авиационные ангары и склады тыловых служб; лишь только после подписания Шанхайского соглашения о перемирии прекратил реализацию этих планов:p289-290.
Ким Хонъиль во время пребывания в должности заведующего на арсенале разработал вместе с корейским патриотом Ким Гу план террористического акта в парке Хункоу, который претворил в жизнь Юн Бонгиль. Целью было физическое устранение некоторых высокопоставленных японских представителей в Шанхае. Он заранее поручил подготовку Ким Гу: руководитель и директор арсенала Сон Сикпхё должен был быть связным, а Юн Бонгиль изготовил взрывное устройство, внешне полностью похожее по форме на большое блюдо для разноса еды, — именно оно и должно было быть принесено в помещение для совещаний. 29 апреля 1932 года Юн Бон Гиль осуществил план: присутствовавшие на праздничных мероприятиях в честь рождения императора японский генерал Ёсинори Сиракава (через некоторое время после теракта он скончался), Сададзи Кавабата, Сигэмицу Мамору и ряд других высокопоставленных представителей японского командования получили тяжёлые ранения. После этого японские власти начали проводить активные следственные действия в отношение лиц корейской национальности, причастных к инциденту в парке Хункоу; Ким Хонъиль при помощи заместителя директора военного ведомства Чэня И изменил своё имя на китайское — Ван Ишу; затем он скрывался последовательно в Сучжоу, Ханчжоу, Наньчане и других городах:p274. Спустя год и два месяца принимал активное участие в карательном походе против китайской Красной Армии в провинции Цзянси, также был командующим 2-й армии в чине полковника.

### Вторая японо-китайская война
В 1937 году — к моменту начала войны с Японией — Ким Хонъиль работал преподавателем в Центральном офицерском училище Цзян Лин в провинции Хубей, подготовив в его стенах около 100 курсантов корейской национальности, которые в 1938 году были зачислены в списки организуемого корейского добровольческого отряда:p489. Летом того же года генерал Ло Чжоин (羅卓英) назначил Ким Хонъиля в 109-ю дивизию Равнинной армии Гуйчжоу; в тот период дивизией командовал генерал Бо Хуэйчжан:p185. В первой декаде июля 102-я дивизия участвовала в битве за Ухань, а Ким Хонъиль вступил в должность офицера, командующего дивизией:p139; затем эта дивизия сразу же должна была вступить в бой к северо-востоку от Наньчана вместе с понёсшей тяжёлые потери в сражении возле Ваньцзялина от японцев 106-й дивизией. В январе 1939 года 102-я дивизия была переброшена в провинцию Цзянси (江西省) в восточные районы округа Жаочжоу; она стала оборонять юго-восточное побережье в районе озера Поянху. Там Ким Хонъиль организовал отряды, в которых основной костяк личного состава проходил курсы обучения:p181.
Поскольку Ким Хонъиль владел японским языком, в период службы в 102-й дивизии он возглавлял следственный отдел, где осуществлялись допросы японских военнопленных. В феврале 1939 года, когда впервые был сбит японский самолёт, Ким Хонъиль самолично выехал на место, чтобы допросить захваченного солдатами 102-й дивизии высокопоставленного японского офицера из военной авиаразведки; удалось узнать, что японцы планировали авиаудары, чтобы нанести урон живой силе и тыловой инфраструктуре китайской армии, а также были получены сведения о поддержке готовящихся атак на города Наньчан и Ухань. Эта информация сразу же была учтена командованием правительственных войск на участке 3-го фронта:p185. В мае того же года, почти через год с начала командования 102-й дивизией, Ким Хонъиль был повышен в звании до генерал-майора китайской армии центрального района; Ло Чжоина сняли с должности командующего штабом при 19-й армии:p41. В то время 19-я армия обороняла район Наньчана от японской 34-й дивизии; оборона была очень крепкой, это побудило японцев начать мощное наступление против китайской армии, вошедшее в историю как битва Шангао. Ким Хонъиль с самого начала сражения временно исполнял обязанности командира дивизии:p339.
В январе 1942 года Ким Хонъиль совместно с офицерами командного состава корейской правительственной армии Чхве Юндоком и Пак Сичханом поступил в академию сухопутных войск Китая в Чунцин:p322, а в декабре 1943 года закончил 6-й этап обучения на курсе особой подготовки. Затем, в 1944 году, в Чунцине он стал офицером в управлении генерального инспектора по подготовке курсантов (генеральным инспектором на тот момент был Ло Чжоин):p185:p200. В мае 1945 года представители временного правительства Республики Корея попросили его занять новую должность; в июне того же года он возглавил штаб Корейской армии освобождения; вместе с генерал-лейтенантом Ваном Яоу они наметили провести четырёхсторонние переговоры по возврату города Ухань. Однако здесь корейско-китайские отношения начали меняться не в лучшую сторону: не без помощи Отдела Стратегической информации США (OSS) решено было использовать Корейскую армию освобождения против северокорейских соединений, поскольку в августе того же года Япония объявила об окончательной и безоговорочной капитуляции:p489.

### После войны
На момент окончания Второй мировой войны Ким Хонъиль, служивший на северо-востоке Китая, продолжал активно накапливать административный опыт; он получил приглашение от командующего отделом охраны правопорядка генерал-лейтенанта Ду Юймина, затем отправился в город Цзиньчжоу:p384-385, где получил офицерскую должность высшего ранга у командующего охраной правопорядка северо-восточных провинций:p489; параллельно он подчинялся начальнику управления по делам корейских эмигрантов, занимаясь вопросами репатриации корейцев из северо-восточных китайских провинций на родину, а также урегулированием их имущественных вопросов. В период работы Ким Хонъиля начальником эмиграционного управления многие группы и фракции из корейцев-эмигрантов начали междоусобицу за власть и сферы влияния, и он также оказался втянут в эти конфликты:p200. В августе 1946 года Корейская партия сопротивления совместно со штабом Национального Правительства на северо-востоке Китая выдвинули против Ким Хонъиля обвинения касательно его причастности к связям с северокорейской Народно-революционной партией, но впоследствии эти обвинения оказались бездоказательными. В сентябре 1946 года должность начальника департамента корейских эмигрантов в северо-восточном управлении по охране правопорядка была реорганизована до уровня дипломатического работника в Китайской Республике; тогда Ким Хонъиль был переведён в Нанкин:p432, а в июле 1948 года получил должность инспектора по вопросам обороны в чине генерал-лейтенанта. В августе того же года было провозглашено государство Республика Корея; Ким Хонъиль получил официальное письмо, собственноручно подписанное Чан Кайши — президентом Китайской Республики; в письме говорилось о возвращении на родину.

### Возвращение в корейскую армию
Сразу же после возвращения в Корею Ким Хон Иль 10 декабря 1948 года вступил в ряды вооружённых сил Республики Корея; в 1949 году стал ректором училища сухопутных войск Кореи, был утверждён в звании генерал-майора, затем в июне 1950 года стал ректором академии сухопутных войск:p490. В то время офицеры корейской армии были немногочисленными выпускниками японских военных училищ, где в прошлом подавляющее большинство составляли военнослужащие из Японии и Маньчжурии:p7, поэтому Ким Хонъиль был одним из немногих в армии, кто получил подготовку в Китае, командовал соединениями и больше других разбирался в военных вопросах. Кроме того, он был тем единственным в корейской армии генералом, у которого имелся богатый опыт командования в реальных боевых условиях:p225.

#### В начале корейской войны
25 июня 1950 года началась Корейская война. Ким Хонъиля в тот день вместе с другими генералами и офицерами, Чи Чхончхоком, Ким Соквоном и Сон Хосоном, вызвали на экстренное заседание главнокомандующие — начальник генерального штаба генерал-майор Чхэ Пёнток и министр национальной обороны Син Сонмо; на заседании должны были приниматься решения об ответных контрмерах. Ким Хонъиль считал, что положение на передовой в районе Ыйчжонбу было уже критическим, и внёс предложение о создании линии обороны по реке Ханган, однако Чхэ Пёнток и Син Сонмо оба решили оборонять Сеул:p158:p327. 27 июня Ким Хонъиль организовал Управление стратегического командования армии; он проинспектировал штаб первой дивизии, дислоцированной вдоль района Бонъильчхон на линии фронта, где командующий дивизией полковник Пэк Сонёп просил срочно передать в штаб свои соображения по поводу реальной необходимости отступления. Ким Хонъиль, вернувшись в штаб, предельно жёстко потребовал от Чхэ Пёнтока начать отступление, но тот по-прежнему не принимал решения:p13. 28 июня Корейская народная армия (КНА) прорвала оборонительные укрепления южнокорейской армии к северу от Сеула, и уже после полудня противник занял всю столицу:p42-43.
После падения Сеула штаб южнокорейской армии был передислоцирован к югу, оба берега реки Ханган — и в Сихыне, и в Йондыне, — превратились в передовую, где пролегла линия противостояния с северокорейской армией. Штаб армии южан располагался в Сихыне, его разместили в здании пехотного училища; там Ким Хонъиль был главнокомандующим, у него находились в подчинении 7-я дивизия (командир дивизии — бригадный генерал Ю Чэхын), а также дивизия обороны столицы, командиром которой был полковник Ли Чончхан. На командование штаба были возложены обязанности по круговой обороне Сеула, и впоследствии именно эти соединения оказались способны надолго задержать быстро продвигавшуюся армию северян:p18.
При штабе Ким Хонъиля в районе Сихына бригадный генерал Ким Пэкъиль и ряд других командующих вынуждены были возвращать всех панически бежавших с поля боя солдат и содержать их в пределах территории училища; затем из них опять формировали пехотные соединения и снова бросали в бой на передовую. Сформированные таким образом 4 пехотных батальона были отправлены в помощь обороняющейся 7-й дивизии на фланге участка Норянчжин, а 2 батальона и 5-я дивизия были брошены на участок обороны столицы в районе Йондын; ещё один батальон находился в резерве:p58. Кроме названного, отступавшие к югу подразделения Ыйчжонбу и части из Дондучхона, а также курсанты военных училищ вместе с 1-й дивизией с северного берега реки Имчжинган, — все они теперь подчинялись Ким Хонъилю, который сумел организовать взаимодействие между ними; так удалось снова создать боеспособные части. В таких условиях штаб в Сихыне сумел обеспечить южнокорейской армии возможность удерживать оборону реки Ханган в течение 6 дней:p20, после чего живая сила и вооружение были пополнены, а для помощи южанам уже сосредотачивались силы американцев; к тому же в Пусане была установлена мощная круговая оборона по периметру, что давало возможность обеспечивать войска всем необходимым на протяжении достаточно длительного времени.
В начале июля сихынский штаб был переформирован в состав 1-й армии, а Ким Хонъиль был назначен главнокомандующим. Ему подчинялись столичная дивизия (командир — бригадный генерал Ли Чунсик), 2-я дивизия (командир — полковник Ли Ханлим); эти соединения отвечали за сдерживание натиска Корейской народной армии на линиях Сеул — Йонъин и Сеул — Личхон:p76. Прибыв в Чхунчхон-Намдо, полковник Пэк Сонёп, командующий 1-й дивизией, также стал подчиняться Ким Хонъилю:p25. Во второй декаде июля 1-я армия Ким Хонъиля совместно с американской 24-й дивизией на восточном фланге возле Чинчхона и Чхонджу сумели остановить наступление северокорейской армии:p76. При этом 11 июля южнокорейская армия использовала артиллерию, — это нанесло сильный урон 2-й дивизии противника, а на следующий день 3-я дивизия северян подверглась мощному наступлению, что вынудило её отойти к городу Чхонджу:p87-88.

#### Река Нактонган
В конце июля 1-я армия Ким Хонъиля достигла Кёнсан-Пукто, отвечая за оборону района Андон; затем противостоящая южанам 12-я дивизия из 2-й армии северян, чтобы прорвать фронт, начала мощную артподготовку. В соответствии с директивой 8-й армии США ранним утром 1 августа 1-я армия должна была отойти к реке Нактонган южнее линии фронта, но продвижение двух дивизий 1-й армии, столичной (командир — бригадный генерал Ким Соквон) и 8-й (командующий — Ли Сонга), замедлилось из-за ожесточённых споров насчёт порядка отхода между ними:p223,230. В начале августа линия фронта для 1-й армии постепенно сдвинулась обратно к восточному краю кольцевой системы обороны Пусана:p238.
Под командованием Ким Хонъиля войска вошли в Пусан; других угроз обороне города, кроме 8-й дивизии КНА, в этот период не было; командующий 2-й армией северян генерал-лейтенант Ким Мучон планировал преодолеть Восточно-Корейские горы и выйти с 12-й дивизией и с 766-м корпусом к восточному побережью в районе города Пхохан:p238. Но 27 августа 12-я дивизия северян внезапно атаковала 17-й полк столичной дивизии 1-й армии южан на северном фланге участка Кикъе, а затем отбросила их в южном направлении:p33. Такой ход событий шёл вразрез с ожиданиями 8-й армии США:p238, вынудив генерал-лейтенанта Уолтона Уокера срочно отправить своего заместителя генерал-майора Джона Курта в штаб Ким Хонъиля в городе Кёнджу. Там он взял на себя объединённое командование 3-й дивизией южнокорейской 1-й армии и 21-м американским полком, создав так называемый «спецназ Джексона»; также он организовал командный центр в Кёнджу:p398. Курт сразу же внёс свои предложения по контратаке 28 августа на район Кикъе, однако 1-я армия Ким Хонъиля несла тяжёлые потери, находилась в изнурённом состоянии, и не была способна на какие-либо интенсивные ответные действия. Вплоть до 29 августа столичная дивизия согласовывала с 21-м полком американцев планы контратаки на соединения северян, а затем было начато наступление на район Кикъе, и ранним утром 30-го числа этот участок был отбит у противника:p400. В начале сентября КНА подошла к северным окраинам Кёнджу; Ким Хонъиль выразил обеспокоенность и опасения быть окружёнными, он внёс предложение отойти:p562, но в итоге северокорейская армия так и не смогла вступить в этот район:p404.
В начале сентября Ким Хонъиль был снят с командной должности:p405, став заместителем у Ким Пэкъиля:p558:p545. Позже он был командирован из места расположения 1-й армии (город Кёнджу) в Пусан командовать общевойсковым пехотным училищем Доннэ. В марте 1951 года был повышен в звании до генерал-лейтенанта. На тот момент в южнокорейской армии это было высшее воинское звание:p249.

### В отставке
В марте 1951 года Ким Хонъиль ушёл в отставку; в том же году 26 июля он был награждён высшей наградой Республики Корея — орденом «За боевые заслуги» высшей степени:p51. Он также получил назначение на должность посла Республики Корея в Китайской Республике (Тайвань) — это предложение внёс начальник штаба Ли Бомсик, а утвердил президент Ли Сын Ман:p345; Ким Хонъиля направили на Тайвань укреплять там антикоммунистическую политику:p58. 11 ноября он отправился на Тайвань:p377, а 23 ноября вручил верительные грамоты. За весь 8-летний срок аккредитации Ким Хонъиля в Тайбэе южнокорейско-тайваньские отношения укреплялись:p81, и он, будучи в должности, тесно сблизился с китайским дипломатом Шао Люци. Оба этих человека сильно поспособствовали организации официального визита Ли Сын Мана на Тайвань в январе 1953 года:p346. В июне 1960 года Ким Хонъиль был отозван с должности посла, и 4 июня президент Чан Кайши собственноручно вручил ему Орден Бриллиантовой звезды.
21 мая 1961 года Ким Хонъиль был назначен министром иностранных дел Республики Корея. В тот же год 21 июля оставил этот пост, поскольку произошёл правительственный переворот и вся власть оказалась сосредоточена в руках военных — у так называемого «Верховного совета национальной перестройки», куда Ким Хонъиль вошёл в качестве советника; в декабре его назначили председателем ассоциации ветеранов:p490, в 1962 году наградили ещё одной государственной наградой — «За заслуги в создании государства». 26 февраля 1965 года возглавил ассоциацию отставных генералов.
Во время правления Пак Чжонхи Ким Хонъиль перешёл в лагерь оппозиции в составе Новой демократической партии; от этой партии в 1967 году он баллотировался в Конгресс и был избран партийным лидером в 1971 году. В декабре 1972 года Ким Хонъиль опубликовал свои мемуары под заглавием «Воспоминания старого солдата». 20 мая 1977 года и 28 июня 1979 года был избран соответственно 6-м и 7-м по счёту председателем «Союза Восстановления». Скончался 8 августа 1980 года.

## Награды и знаки признания
- Орден «За заслуги в создании государства»
- Военный орден «Тхэгык»
- Военный орден «Ыльчи»
- Военный орден «Чхунму»